# Staatsschuldenquote in Bulgarien
Die Staatsschuldenquote Bulgariens gibt das Verhältnis zwischen den bulgarischen Staatsschulden einerseits und dem bulgarischen nominalem Bruttoinlandsprodukt andererseits an.

## Entwicklung in den letzten Jahren
Die Staatsschuldenquote Bulgariens blieb trotz der Finanzkrise zwischen 2008 und 2013 fast konstant. Entsprach die Staatsverschuldung von 10,7 Mrd. Lewa Ende 2008 einer Staatsschuldenquote von 15,5 %, so erreichte die Staatsschuldenquote Ende 2013 angesichts eines Schuldenstandes von 12,8 Mrd. Lewa einen Wert von 16,4 %.

## Prognostizierte Entwicklung
Der Internationale Währungsfonds geht davon aus, dass die Staatsschuldenquote Bulgariens bis Ende 2019 bei einem Schuldenstand von dann 21,9 Mrd. Lewa auf 22,3 % ansteigt.